# Източноафриканска пясъчна боа
Източноафриканските пясъчни бои (Eryx colubrinus) са вид влечуги от семейство Боидни (Boidae).
Разпространени са в Източна и Северна Африка.
Таксонът е описан за пръв път от шведския ботаник и зоолог Карл Линей през 1758 година.